# Stazione di Brescello-Viadana
Stazione di Brescello-Viadana vasútállomás Olaszországban, Brescello településen.

## Vasútvonalak
Az állomást az alábbi vasútvonalak érintik:
- Parma-Suzzara-vasútvonal

## Kapcsolódó állomások
A vasútállomáshoz az alábbi állomások vannak a legközelebb:
- Stazione di Boretto (Stazione di Suzzara, Parma-Suzzara-vasútvonal)
- Lentigione railway halt (Stazione di Parma, Parma-Suzzara-vasútvonal)